# Margacinta (Leuwigoong)
Margacinta is een bestuurslaag in het regentschap Garut van de provincie West-Java, Indonesië. Margacinta telt 4950 inwoners (volkstelling 2010).